# PackML
PackML is een industriestandaard voor de programmering en besturing van machines in voornamelijk de geautomatiseerde verpakkingsindustrie. De afkorting staat voor Packaging Machine Language. De standaard is vervaardigd door de Organization for Machine Automation and Control (OMAC). Ook de International Society of Automation (ISA) heeft zijn bijdrage gehad in de oorsprong van PackML.
PackML is bedoeld om de tussen alle machines in een verpakkingslijn een gezamenlijke operationele samenhang aan te brengen. De industriestandaard biedt gegevens over de effectiviteit van machinerie, RCA-gegevens en receptuurschema's. Dit alles met als doel de machines bruikbaarder te maken, maar ook hergebruik te vereenvoudigen. Men ziet PackML ook wel eens terug in overige discrete besturingsomgevingen zoals de robotica, assemblage en bewerkingsmachines. 
Procter & Gamble ontwierp een PackML-richtsnoer. Dit hulpmiddel bestaat uit dienende bestanden, softwaremodellen en ook de ISA 88-richtlijnen. De richtsnoer is vrijgegeven aan de OMAC en in te zien op de website. De richtsnoer is toegelegd op Rockwell-gebaseerde besturingen. Veel leveranciers van besturingssystemen hebben hun eigen softwaremodel ontworpen. 
PackTags zijn onderdeel van PackML. Het zijn datastructuren die informatie verlenen over toestanden van machinerie. De gegevens worden onderverdeeld in commando-, status- of administratiepunten. Logischerwijs gestandaardiseerd om de communicatie en integratie van machines in een gehele onderneming te simplificeren.